# Gary Doherty
Gary Doherty est un footballeur irlandais né le 31 janvier 1980 à Carndonagh. Il évolue au poste de défenseur central.

## Biographie

### Carrière en club

#### Luton Town
Doherty commence sa carrière professionnelle en 1997 au Luton Town Football Club. En trois saisons, il participe à 83 rencontres sous les couleurs des « Hatters ». Ses débuts remarqués lui permettent de devenir international irlandais au début de l'année 2000.

#### Tottenham
En mars 2000, David Pleat, directeur sportif de Tottenham et ancien entraîneur de Luton le fait signer à Tottenham pour un montant d'1 million de livres sterling. Il fait ses débuts sous ses nouvelles couleurs lors d'une défaite 3-1 à Manchester United en mai 2000. Régulièrement titulaire au cours de la saison 2000/2001, il débute très mal la saison suivante en se cassant la jambe au cours d'une rencontre de League Cup face à Torquay United. De retour en fin de saison, il peine à retrouver sa place au sein de l'équipe-type des « Spurs ». Malgré quelques très bonnes périodes comme par exemple en début d'année 2004, il ne semble jamais vraiment retrouver sa forme d'avant sa blessure au cours des années suivantes, n'apparaissant qu'épisodiquement en équipe première. Au début de la saison 2004/2005, le tandem Jacques Santini/Frank Arnesen qui vient de prendre les commandes à Tottenham choisit de le vendre à Norwich City, nouvellement promu en Premier league.

#### Norwich City
Ses débuts à Norwich sont bons ; il joue régulièrement les premiers matchs de la saison en défense centrale. Cependant, il perd progressivement sa place de titulaire au profit de Jason Shackell. En fin de saison il reste à Norwich, qui termine 19e du championnat et est relégué en division inférieure. La saison suivante en Championship le voit retrouver une meilleure forme, et il devient titulaire indiscutable en équipe première. Il est même élu joueur de l'année par les supporters de Norwich. La saison du club s'avère toutefois décevante pour le club qui termine seulement à une anonyme 9e place.
Doherty signe un contrat d'un an supplémentaire avec Norwich, jusque fin 2008. La saison 2007/2008 débute mal pour lui avec une blessure qui l'éloigne des terrains pour deux mois. À l'expiration de son contrat en fin de saison, il en signe un nouveau d'une durée de deux ans. Il annonce un changement de numéro, passant du 27 au 12 dans l'espoir que le nouveau numéro lui porte chance.
Au cours de la phase de préparation de la saison 2008-2009, il se blesse au talon ; il manque les trois premiers mois de la saison. De retour en fin d'année 2008, il inscrit son premier but en championnat depuis plus de trois ans au cours d'une défaite 3-1 face à Crystal Palace. La saison est très mauvaise pour Norwich, qui est relégué en League One.
Au début de la saison 2009-2010, Doherty est promu capitaine par Bryan Gunn, mais celui-ci est limogé peu après. Le nouveau manager, Paul Lambert, lui retire le brassard, et lui fait savoir qu'il ne rentre plus dans ses plans. Cependant, en raison de blessures, Doherty est rapidement rappelé, et parvient à gagner sa place sur le terrain. Sa complicité avec ses partenaires de la ligne défensive Michael Nelson et Jens Berthel Askou et les 6 buts qu'il marque en championnat contribuent à la bonne saison de Norwich, qui remporte le titre de League One. En mars 2010, il est nommé joueur du match à l'issue d'une rencontre remportée face à Leeds United. À l'issue de la saison, il est élu troisième meilleur joueur de l'année par les supporters de Norwich. Cependant, le club annonce le 14 mai 2010 qu'il le laisse libre.

#### Charlton
Il signe gratuitement le 6 juillet 2010 à Charlton Athletic qui évolue en League One. Il apparaît assez régulièrement en équipe première au cours de cette saison, qui voit son nouveau club terminer en 13e position.

#### Wycombe
Le 24 février 2012 il est prêté en même temps que son coéquipier Paul Hayes aux Wycombe Wanderers, alors derniers du classement de League One. À l'issue de cette saison qui se termine par la relégation de Wycombe en League 2, Doherty est définitivement transféré dans le club, avec lequel il signe pour deux ans. Fin 2014, il est contraint de mettre fin à sa carrière sportive en raison d'une blessure au genou.

### Carrière internationale
Doherty a émigré à Luton avec sa famille à l'âge de 6 ans, mais est passé par le système national de formation d'Irlande. Il a fait partie de l'équipe d'Irlande des moins de 19 ans qui a remporté le Championnat d'Europe en 1998, et de celle qui a atteint les quarts de finale de la coupe du monde de football des moins de 20 ans 1999 En 2000, il fait ses débuts internationaux avec l'équipe A face à la Grèce. Sa fracture de la jambe en septembre 2001 intervient alors qu'il commençait à être régulièrement appelé en sélection. De retour en avril 2002, il inscrit son premier but international face aux États-Unis, mais est écarté du groupe pour la coupe du monde 2002. Il est de nouveau sélectionné par la suite, participant à un total de 33 rencontres (4 buts). Sa dernière sélection remonte à la saison 2005-2006.

## Statistiques
| Saison                | Club                  | Championnat           | Championnat | Championnat | Coupe nationale | Coupe nationale | Coupe de la Ligue | Coupe de la Ligue | FA Trophy | FA Trophy | République d'Irlande | République d'Irlande | Total | Total |
| Saison                | Club                  | Division              | M.          | B.          | M.              | B.              | M.                | B.                | M.        | B.        | M.                   | B.                   | M.    | B.    |
| 1997-1998             | Luton Town            | League One            | 10          | 0           | 1               | 0               | -                 | -                 | -         | -         | -                    | -                    | 11    | 0     |
| 1998-1999             | Luton Town            | League One            | 20          | 6           | 2               | 0               | 1                 | 0                 | 1         | 0         | -                    | -                    | 24    | 6     |
| 1999-2000             | Luton Town            | League One            | 41          | 6           | 5               | 2               | 2                 | 1                 | 1         | 0         | -                    | -                    | 49    | 9     |
| 1999-2000             | Tottenham             | Premier League        | 2           | 0           | -               | -               | -                 | -                 | -         | -         | -                    | -                    | 2     | 0     |
| 2000-2001             | Tottenham             | Premier League        | 22          | 3           | 5               | 3               | -                 | -                 | -         | -         | 3                    | 0                    | 30    | 6     |
| 2001-2002             | Tottenham             | Premier League        | 7           | 0           | -               | -               | 1                 | 0                 | -         | -         | 5                    | 0                    | 13    | 0     |
| 2002-2003             | Tottenham             | Premier League        | 15          | 1           | 1               | 0               | 2                 | 0                 | -         | -         | 5                    | 2                    | 23    | 3     |
| 2003-2004             | Tottenham             | Premier League        | 17          | 0           | 2               | 1               | 3                 | 0                 | -         | -         | 9                    | 2                    | 31    | 3     |
| 2004-2005             | Tottenham             | Premier League        | 1           | 0           | -               | -               | -                 | -                 | -         | -         | -                    | -                    | 1     | 0     |
| 2004-2005             | Norwich City          | Premier League        | 20          | 2           | 1               | 0               | 2                 | 0                 | -         | -         | 6                    | 0                    | 29    | 2     |
| 2005-2006             | Norwich City          | Championship          | 42          | 0           | 1               | 0               | 3                 | 0                 | -         | -         | 5                    | 0                    | 51    | 0     |
| 2006-2007             | Norwich City          | Championship          | 34          | 0           | 3               | 0               | 2                 | 0                 | -         | -         | -                    | -                    | 39    | 0     |
| 2007-2008             | Norwich City          | Championship          | 34          | 0           | 2               | 1               | 3                 | 0                 | -         | -         | -                    | -                    | 39    | 1     |
| 2008-2009             | Norwich City          | Championship          | 34          | 3           | 2               | 0               | -                 | -                 | -         | -         | -                    | -                    | 36    | 3     |
| 2009-2010             | Norwich City          | League One            | 38          | 6           | 2               | 0               | 2                 | 0                 | 2         | 0         | -                    | -                    | 44    | 6     |
| 2010-2011             | Charlton Athletic     | League One            | 38          | 0           | 4               | 0               | 1                 | 0                 | 3         | 1         | -                    | -                    | 46    | 1     |
| 2011-2012             | Charlton Athletic     | League One            | 3           | 0           | -               | -               | 2                 | 0                 | 1         | 0         | -                    | -                    | 6     | 0     |
| 2011-2012             | Wycombe Wanderers     | League One            | 13          | 1           | -               | -               | -                 | -                 | -         | -         | -                    | -                    | 13    | 1     |
| 2012-2013             | Wycombe Wanderers     | League Two            | 23          | 2           | 1               | 0               | 1                 | 0                 | -         | -         | -                    | -                    | 25    | 2     |
| 2013-2014             | Wycombe Wanderers     | League Two            | 20          | 0           | 1               | 1               | -                 | -                 | 1         | 0         | -                    | -                    | 22    | 1     |
| Total sur la carrière | Total sur la carrière | Total sur la carrière | 389         | 28          | 31              | 7               | 24                | 1                 | 8         | 1         | 33                   | 4                    | 485   | 41    |

## Palmarès
- Norwich City
  - Champion d'Angleterre D3 : 2010